# Nyodes coronatus
Nyodes coronatus är en fjärilsart som beskrevs av Emilio Berio 1971. Nyodes coronatus ingår i släktet Nyodes och familjen nattflyn. Inga underarter finns listade i Catalogue of Life.